# Характер бобтейла
Бобтейлы обладают спокойным, уравновешенным характером. Эти собаки привязчивы к своей семье и очень человекоориентированы, поэтому им сложно долго оставаться в одиночестве. При этом, в отличие от многих других собак, альтернативой в плане общения для бобтейлов другие животные стать не могут, им нужно внимание именно от людей[2].
К посторонним людям бобтейлы также хорошо настроены, дружелюбны и контактны[2].
Благодаря своему мягкому характеру и терпеливости бобтейлы хорошо подходят для семей с детьми. Они терпеливы по отношению к младшим членам семьи и склонны к взаимодействию и играм с ними[6].
В силу своего дружелюбия к людям, эти собаки не подходят для активной охраны людей или территории, но при этом они обладают выраженным территориальным инстинктом и могут быть использованы для окарауливания территорий. Бобтейлы при таком типе обучения облаивают постороннего, прошедшего на охраняемую территорию, не причиняя ему фактического вреда[2].
С собратьями и другими животными бобтейлы также не проявляют агрессии или конфликтного поведения. При этом важно учитывать, что бобтейлы могут «пасти» как людей, так и животных, загоняя толчками и мелкими покусываниями к одной точке. Это является породной особенностью поведения, связана она с историческим применением этих собак в качестве пастушьих. Чтобы избежать этих проявлений во взрослом возрасте, собаку нужно очень хорошо отучать от этого, когда она является щенком[2].
При обучении этих собак стоит учесть, что освоение команд у них идёт медленно, а в процессе обучения они склонны проявлять своеволие и упрямство, которое при этом не перейдёт в агрессию, но может создать трудности в обучении[2].